# Horst Sindermann

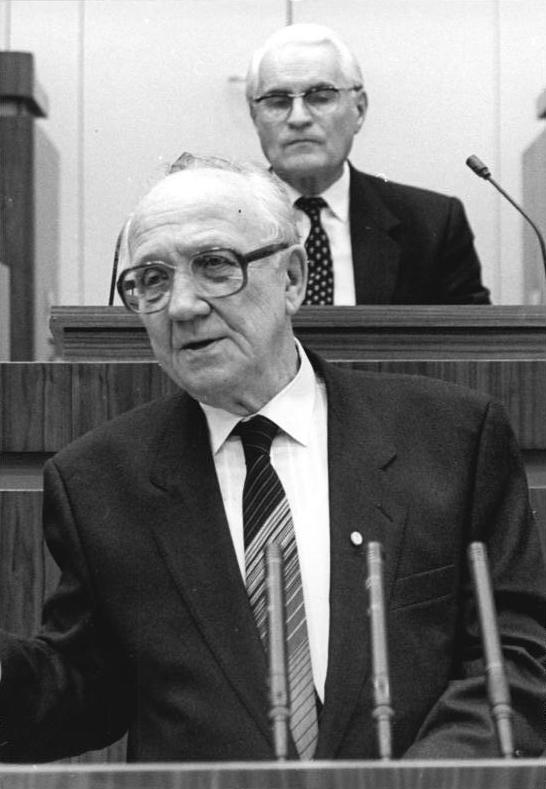
Horst Sindermann, DDR:s regeringschef 1973-76.

Horst Sindermann, född den 5 september 1915 i Dresden, död den 20 april 1990 i Berlin, var en östtysk politiker  ordförande i ministerrådet 1973-1976 och talman i Volkskammer, parlamentet, 1976-1989.